# Lorenzo Mattotti
Lorenzo Mattotti est un illustrateur, peintre et auteur de bande dessinée italien né le 24 janvier 1954 à Brescia.

## Biographie
Lorenzo Mattotti, désireux dès le collège d'étudier l'art et d'être dessinateur avec son ami Fabrizio Ostani, doit cependant à cause de sa formation secondaire scientifique étudier l'architecture, ce qu'il fait à Venise avant de s'orienter vers le graphisme. Durant ses études, il essaie de se faire publier ses bandes dessinées réalisées avec Ostani (qui prend le pseudonyme de Jerry Kramsky), mais ses tentatives d'intégrer Undercomix de Franco Bonvicini, Linus ou le Corriere dei Piccoli échouent, bien qu'il se soit rapproché de l'agence Quipos de Renato Calligaro, où il avait pu rencontrer Alberto Breccia, Altan, Carlos Sampayo, etc.
En 1975, il publie ses premières bandes dessinées dans le fanzine français Biblipop puis dans la revue Circus. En 1976, il dessine un chapitre du recueil collectif Casanova. L'année suivante paraît son premier album, Alice Brum-Brum, adaptation très libre et fantaisiste d’Alice au pays des merveilles, aux éditions Mondograf. À partir de 1978, il commence à s'intéresser au réel avec Tran Tram Rock puis avec Incidenti (Incidents). En 1980, il fonde avec d'autres auteurs le collectif d'artistes « Valvoline » qui vise à renouveler l'esthétique et la linguistique de la bande dessinée. Si, dans un premier temps, ses bandes dessinées étaient marquées par les influences de l'underground américain, il évolue à partir de 1982, avec Il Signor Spartaco (Le Signor Spartaco), vers un univers très pictural basé sur l'utilisation d'huile et de pastels.
Il publie à partir de 1984 dans Alter Alter Fuochi (Feux), « long récit salué par la critique comme l'un des chefs-d'œuvre du 9e art » qui permet à la critique de voir en lui « l'un des dessinateurs les plus marquants de la nouvelle génération italienne ». Il crée encore quelques bandes dessinées jusqu'au début des années 1990, même si à cette date il se consacre de plus en plus à son travail d'illustrateur, initié en 1984 dans Vanity, et qui fait l'objet de nombreux recueils.
Lorenzo Mattotti réalise de nombreuses couvertures (Le Monde, Télérama, Paris Match, Libération, Vanity Fair, Cosmopolitan, Glamour, The New Yorker...). Il a obtenu pour ses dessins de nombreux prix, dont le Grand Prix de la Biennale d'illustration de Bratislava (BIB) en 1993 pour Eugenio (ensuite adapté en dessin animé) et le Yellow Kid du meilleur illustrateur en 1997 à Rome. Stigmates en 1994, Anonymes en 2000 ou son adaptation de L'Étrange Cas du docteur Jekyll et de M. Hyde en 2002 et des participations en 2007 et 2008 à des collectifs des éditions Delcourt montrent cependant qu'il ne se désintéresse pas de la bande dessinée, même s'il admet lui préférer à partir de la fin des années 1990 l'illustration.
Mattotti réside à Paris depuis 1998 et ses livres sont traduits à l'international. Depuis 1977, une quarantaine d'expositions lui ont été consacrées dans des galeries privées.
En 2020, il est nommé pour la 45e cérémonie des César, pour La Fameuse invasion des ours en Sicile, dans la catégorie du meilleur film d'animation

## Carrière

### Auteur de bande dessinée

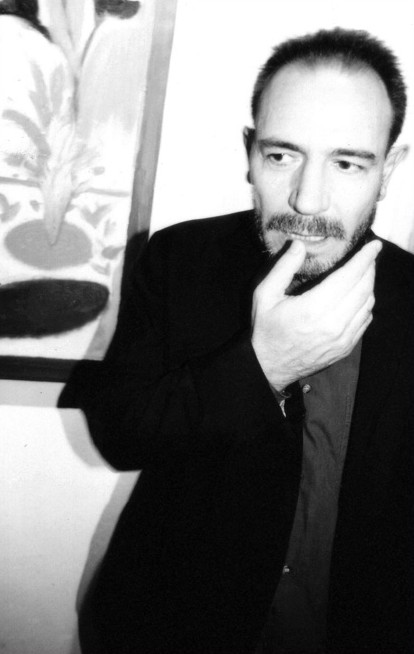
Lorenzo Mattotti photographié par Joe Zattere, années 1990-2000.

Intéressé par l'aspect artistique de la bande dessinée, et par une certaine forme de radicalité accentuée par sa participation à Valvoline, Mattotti a toujours voulu faire des « histoires bizarres ». Ses œuvres tirent généralement plutôt leur origine du contrôle de « l'irrationnel du dessin » que de la « logique de l'écriture » afin de créer l'histoire à partir de l'image sans virer dans l'illustration pure. Cela lui a parfois valu d'être rejeté du champ de la bande dessinée par certains critiques, ce qui est « absurde », car Mattotti vient clairement de la bande dessinée.

### Illustrateur
Les illustrations de Mattotti, le plus souvent des pastels, empruntent à tous les courants artistiques des XIXe et XXe siècles. Cependant, si ses dessins perdent l'exubérance de ses bandes dessinées, ils se caractérisent tous par une « élégance qui fait le fond de toute sa production parce qu'elle est aussi et d'abord la caractéristique de son rapport à l'existence ».

## Œuvres publiées

### Bandes dessinées

#### En français
Dans des revues
- Le pont (dessin), avec Fabrizio Ostani (scénario), dans Circus no 2, Glénat, 1975
- Deux récits courts dans Métal hurlant, Les Humanoïdes Associés, 1983-1984
- Feux, dans L'Écho des savanes, Albin Michel, 1985-1986
- Quatre récits courts, parfois scénarisés par Jerry Kramsky, dans L'Écho des Savanes, Albin Michel, 1985-1988
- Murmure (dessin), avec Jerry Kramsky (scénario), dans L'Écho des Savanes, Albin Michel, 1988-1989
- Le Saint Crocodile, dans Le Cheval sans tête no 3, Amok, 1997

En albums
- Le Signor Spartaco, Les Humanoïdes associés, 1983,  (ISBN 2-7316-0226-0).
- Incidents, Artefact, coll. « Contagion », 1984,  (ISBN 2-86697-069-1).
- Feux, Albin Michel, 1986, rééd. Seuil, 1997.
- Labyrinthes (dessin), avec Jerry Kramsky (scénario), Albin Michel, 1988, rééd. Seuil, 1999.
- Nocturne, L'Atelier, 1989.
- Doctor Nefasto (dessin), avec Jerry Kramsky (scénario), Albin Michel, 1989.
- Murmure (dessin), avec Jerry Kramsky (scénario), Albin Michel, 1989, réed. Seuil, 2001.
- L'Homme à la fenêtre (dessin), avec Lilia Ambrosi (scénario), Albin Michel, 1992, réed. Casterman, 2003.
- Le Voyage de Caboto (dessin), avec Jorge Zentner (scénario), Albin Michel, 1993,  (ISBN 2-226-06565-2).
- Stigmate (dessin), avec Claudio Piersanti (scénario), dans Le Retour de Dieu, Autrement, 1994. Réed. en album Seuil, 1998[15].
- L’Arbre du penseur, Amok, coll. « Feu », 1997.
- Docteur Jekyll & Mister Hyde (dessin), avec Jerry Kramsky (scénario), Casterman, 2002[16].
- « Les 2 bossus » (dessin), avec Jerry Kramsky (scénario), dans Little Lit, t. 1 : Contes de fées, contes défaits, Seuil, 2002.
- Le Bruit du givre (dessin), avec Jorge Zentner (scénario), Seuil, 2003[17].
- Lettres d'un temps éloigné, Casterman, 2005.
- Monsieur Spartaco, voyage d'un épicentrique, Seuil, 2005 (réédition de il Signor Spartaco).
- Chimère, collection Ignatz, Coconino Press / Vertige Graphic, 2006.
- « Une femme sur la route », dans Paroles sans papiers, Delcourt, 2007.
- A Hard Rain's a-Gonna Fall, dans Bob Dylan Revisited, Delcourt, 2008.
- Guirlanda (dessin), avec Jerry Kramsky (scénario), Casterman, 2017,  (ISBN 978-2-203-02523-3)[18].

### Illustrations
- Pour Vanity, Albin Michel, 1987
- Pinocchio de Carlo Collodi, Albin Michel Jeunesse, 1990
- Mattotti, Albin Michel, 1990
- Eugenio, récit de Marianne Cockenpot, Seuil Jeunesse, 1993
- Un Soleil lunatique, récit de Jerry Kramsky, Seuil Jeunesse, 1994
- D'autres formes le distrayaient continuellement, Seuil, 1995
- Grands dieux, récit de Jerry Kramsky, Seuil Jeunesse, 1997
- Ligne fragile, Seuil, 1999
- Anonymes, texte de Claudio Piersanti, Seuil, 2000
- Parole pour un adieu, texte d'Anne Jonas, Albin Michel Jeunesse, 2001
- Fantasmes dans la chambre, P.M.J. éditions, 2002
- Les Affiches de Mattotti, Seuil, 2003
- La Chambre, Seuil, 2004
- Angkor, carnet de voyage pour le magazine Géo, avec Pierre Sorgue, Seuil, 2004
- Nell’Acqua, Casterman, 2005
- Ghislain, le saint des premiers jours, illustration pour le livre d'Eddy Devolder, Éditions Esperluete 2005,  (ISBN 978-2-930223-57-5)
- Aerkaos, roman de Jean-Michel Payet, Panama, 2007
- Le Mystère des anciennes créatures, texte de Jerry Kramsky, Éditions du Panama, 2007
- Carnaval, Casterman, 2007  (ISBN 978-2-203-00577-8)
- Le Corbeau, [The Raven], Edgar Allan Poe adapté par Lou Reed, Seuil, 2009
- Hänsel et Gretel, Jacob et Wilhelm Grimm, Gallimard Jeunesse, 2009
- Stanze/Chambres/Rooms, #logosedizioni en collaboration avec Galerie Martel, 2010
- Les aventures de Huckleberry Finn, scénario d'Antonio Tettamanti d'après le roman de Mark Twain, Gallimard Jeunesse coll. « Fétiche », 2011
- Venise : en creusant dans l’eau, Galerie Martel, 2011
- Mattotti Works 1 : Pastels, #logosedizioni, 2012
- Oltremai, #logosedizioni, 2013
- Mattotti Works 2 : Fashion, #logosedizioni, 2014
- Vietnam, Louis Vuitton Travel Books, 2014
- Blind, #logosedizioni en collaboration avec CBM Italia, 2017
- Covers for The New Yorker, #logosedizioni, 2018.

### Divers
- Rouge, livre et couverture du disque de Jean-Jacques Goldman, texte de Sorj Chalandon, éditions P.A.U., Columbia, Sony Music
- Affiches pour la Ville de Paris, 1998
- Affiche officielle du Festival de Cannes 2000
- Participation à Comicscope de David Rault, l'Apocalypse, 2013
- Illustration des différents sacs pour la chaîne de distribution E.Leclerc, depuis 2016[19]

## Filmographie
- En 1995, il illustre une adaptation de Barbe bleue dans Il était une fois….
- En 2004, il a travaillé sur le film Éros de Wong Kar-wai, Steven Soderbergh et Antonioni en créant les liens entre les trois épisodes.
- En 2005, dans le cadre de la collection "Comix" diffusée sur Arte, un documentaire lui est consacré "Le triomphe de la couleur" (26 min) (réa : Ludovic Cantais)
- Peur(s) du noir, scénario et dessin d'un court-métrage de ce film d'animation réalisé par six dessinateurs.
- La Fameuse Invasion des ours en Sicile, long métrage d'animation adapté du livre de Dino Buzzati sorti en 2019[20]. En 2016, le film recevait le Prix Spécial de l'Aide à la Création de la Fondation Gan pour le Cinéma.

## Expositions
- Le Fonds Hélène et Édouard Leclerc pour la culture de Landerneau présente la première exposition consacrée à l'artiste en France, Mattotti, Infini du 6 décembre 2015 au 6 mars 2016[21].
- Mattotti, Sconfini, du 28 octobre 2016 au 19 mars 2017, (à la Villa Manin, centre d'art contemporain à Passariano Di Codroipo).
- Lorenzo Mattotti - Variations Mattotti, du 24 avril au 17 mai 2022, (à l'occasion du PULP Festival à la Ferme du Buisson, Noisiel, centre d'art de Marne-la-Vallée).

## Récompenses
- 1986 :  Plaque spéciale remise par le jury du festival de Lucques, pour l'ensemble de son œuvre.
- 1992 :  Prix Max et Moritz de la meilleure publication de bande dessinée pour Feux.
- 1993 :  Grand Prix de la Biennale d'illustration de Bratislava (BIB) pour Eugenio[22] (texte de Marianne Cockenpot).
- 1993 :  Prix Max et Moritz de la meilleure publication de bande dessinée importée pour L'Homme à la fenêtre (avec Lilia Ambrosi).
- 2003 :  Prix Eisner de la meilleure édition américaine d'une œuvre internationale pour Docteur Jekyll & Mister Hyde (avec Jerry Kramsky).
- 2005 :  Prix « Grand Boum », pour l'ensemble de son œuvre, décerné par le festival bd BOUM de Blois.
- 2012 :  Prix Max et Moritz exceptionnel pour une œuvre remarquable.
- 2017:  Prix Gran Guinigi de la meilleure publication de bande dessinée au Festival de bande dessinée de Lucques.
- 2019 :  Prix de la selection Un certain regard au festival de Cannes[23].

#### Ouvrages
- Lorenzo Mattotti et Eddy Devolder, Métamorphoses, Vertige Graphic, 1992. Longue conversation illustrée

#### Interviews et entretiens
- Lorenzo Mattotti (int. par Philippe Morin, Pierre-Marie Jamet et Dominique Poncet), « Mattotti », P.L.G., no 26,‎ automne 1990, p. 20-30.
- Lorenzo Mattotti (int. Bruno Canard), « Entretien avec Lorenzo Mattotti », dans L'Indispensable no 3, janvier 1999, p. 58-64.
- Lorenzo Mattoti (int. Gilles Ciment et Jean-Pierre Mercier), « Conversation avec Lorenzo Mattoti », dans 9e Art no 9, Centre national de la bande dessinée et de l'image, octobre 2003, p. 47-55
- Lorenzo Mattotti (interviewé), Julien Guerrier (interviewé) et Frédéric Bosser, « Voyage avec Vuitton », dBD, no 83,‎ mai 2014, p. 52-56.

#### Articles
- Vincent Baudoux et Roland Jadinon, « La couleur comme motif narratif », dans 9e Art no 9, Centre national de la bande dessinée et de l'image, octobre 2003, p. 62-67
- Patrick Gaumer, « Lorenzo Mattoti », dans le Larousse de la BD, Larousse, Paris, 2004, p. 534
- Thierry Groensteen, « Mattotti : corps et graphes », dans 9e Art no 9, Centre national de la bande dessinée et de l'image, octobre 2003, p. 58-61
- Latino, « Bibliographie Mattotti », P.L.G., no 26,‎ automne 1990, p. 31-33.
- Jacques Samson, « Une lecture sans filet », dans 9e Art no 9, Centre national de la bande dessinée et de l'image, octobre 2003, p. 68-71